# Estolad
Estolad is een fictieve locatie in J.R.R. Tolkiens Midden-aarde.
Estolad was de een grote vlakte gelegen in het oosten van Beleriand. Het werd ook wel aangeduid als het Kampement. Dit grote land lag tussen Thargelion in het oosten, Doriath in het westen, Himlad in het noorden en de Andram in het zuiden. Het land hoorde toe aan de Elfen Amrod en Amras, maar zou later bekend worden doordat de eerste mensen zich na hun tocht over de Ered Luin hier tijdelijk ophielden.
Het was het volk van Bëor dat op aanraden van Finrod als eerste de Estolad binnen trokken. Na hen volgde ook het Huis van Marach. Vele Elfen uit de rest van Beleriand reisden nu ook naar het Kampement om de Atani, het Tweede Volk, te aanschouwen. Vanuit de Estolad vertrokken veel mensen naar andere landen, maar men zou nog wel een grote beraadslaging houden op de grote vlakte. Deze werd berucht vanwege de pogingen van Morgoth om tweedracht te zaaien tussen de Elfen en de mensen.
Uiteindelijk zouden ook de Haladin vanuit Thargelion de Estolad binnen trekken. Alle drie de huizen van de Edain woonden derhalve een tijd in dit land.